# Чаган-Ус
Чаган-Ус (кит. 察汉乌苏镇, пін. Cháhànwūsū Zhèn) — містечко у КНР, адміністративний центр повіту Дулань у Хайсі-Монголо-Тибетській автономній префектурі провінції Цінхай.

## Географія
Чаган-Ус розташовується на півночі Тибетського плато на висоті близько 3200 метрів над рівнем моря.

### Клімат
Містечко знаходиться у зоні, котра характеризується кліматом тропічних степів. Найтепліший місяць — липень із середньою температурою 15 °C (59 °F). Найхолодніший місяць — січень, із середньою температурою -9.4 °С (15 °F).
| Клімат Чаган-Уса        | Клімат Чаган-Уса | Клімат Чаган-Уса | Клімат Чаган-Уса | Клімат Чаган-Уса | Клімат Чаган-Уса | Клімат Чаган-Уса | Клімат Чаган-Уса | Клімат Чаган-Уса | Клімат Чаган-Уса | Клімат Чаган-Уса | Клімат Чаган-Уса | Клімат Чаган-Уса | Клімат Чаган-Уса |
| Показник                | Січ.             | Лют.             | Бер.             | Квіт.            | Трав.            | Черв.            | Лип.             | Серп.            | Вер.             | Жовт.            | Лист.            | Груд.            | Рік              |
| Середній максимум, °C   | −2               | 0                | 5                | 10               | 15               | 18               | 21               | 21               | 16               | 9                | 3                | −1,1             | 9                |
| Середня температура, °C | −9               | −6               | −1               | 4                | 9                | 12               | 15               | 14               | 9                | 3                | −3               | −8               | 3                |
| Середній мінімум, °C    | −15              | −12              | −6               | −1               | 2                | 6                | 9                | 8                | 3                | −2               | −9               | −14              | −2               |
| Норма опадів, мм        | 4                | 5                | 7                | 10               | 22               | 39               | 40               | 28               | 16               | 6                | 3                | 3                | 182              |
| ----------------------- | ---------------- | ---------------- | ---------------- | ---------------- | ---------------- | ---------------- | ---------------- | ---------------- | ---------------- | ---------------- | ---------------- | ---------------- | ---------------- |
| Джерело: Weatherbase    |                  |                  |                  |                  |                  |                  |                  |                  |                  |                  |                  |                  |                  |